# Skwarki (gromada)
Skwarki (od 1 I 1962 Susiec) – dawna gromada, czyli najmniejsza jednostka podziału terytorialnego Polskiej Rzeczypospolitej Ludowej w latach 1954–1972.
Gromady, z gromadzkimi radami narodowymi (GRN) jako organami władzy najniższego stopnia na wsi, funkcjonowały od reformy reorganizującej administrację wiejską przeprowadzonej jesienią 1954 do momentu ich zniesienia z dniem 1 stycznia 1973, tym samym wypierając organizację gminną w latach 1954–1972.
Gromadę Skwarki z siedzibą GRN w Skwarkach (obecnie w granicach Suśca) utworzono – jako jedną z 8759 gromad na obszarze Polski – w powiecie tomaszowskim w woj. lubelskim na mocy uchwały nr 16 WRN w Lublinie z dnia 5 października 1954. W skład jednostki weszły obszary dotychczasowych gromad Skwarki, Susiec, Grabowica i Rybnica ze zniesionej gminy Majdan Sopocki w tymże powiecie. Dla gromady ustalono 19 członków gromadzkiej rady narodowej.
1 stycznia 1959 do gromady Skwarki włączono wsie Kunki i Łasochy ze zniesionej gromady Kunki w tymże powiecie.
1 stycznia 1960 do gromady Skwarki włączono obszar zniesionej gromady Paary w tymże powiecie.
1 stycznia 1962 gromadę Skwarki zniesiono przez przeniesienie siedziby GRN ze Skwarek do Suśca i zmianę nazwy jednostki na gromada Susiec.